# Jakob Herrmann (Skibergsteiger)
Jakob Herrmann (* 24. Juli 1987) ist ein Salzburger Gleitschirm-Pilot und Skibergsteiger.

## Leben
Der in Werfenweng aufgewachsene Jakob Herrmann war mit 14 Jahren einer von Österreichs jüngsten Gleitschirmpiloten. Er bestritt als Jugendlicher Skirennen und profitiert von der Technik heute im Gelände bei Abfahrten. Mit 19 Jahren bestritt er bei der Mountain Attack in Saalbach sein erstes Skibergsteiger-Rennen. 2009 fand er Aufnahme im neugegründeten österreichischen Nationalteam in dieser aufstrebenden Wintersport-Disziplin. Bereits 2010 überzeugte er mit WM-Rang sieben im Individual in der Klasse Espoirs. Steil bergauf ging es ab 2015, als ihn Trainerin Monika Stadlmann im ULSZ Rif unter professionellen Bedingungen betreute. Herrmann entwickelte sich im Skitouren-Rennsport zum Spezialisten für technisch anspruchsvolle und schwierige Individualbewerbe. Insbesondere die teilweise über mehrere Tage laufenden Klassiker wie die Trofeo Mezzalama oder die Patrouille des Glaciers liegen ihm. Bei der Pierra Menta 2018 in Frankreich erlebte er in einem dieser Top-Bewerbe Himmel und Hölle zugleich: Den Sieg vor Augen musste er aufgeben, weil sein Partner Kilian Jornet (ESP) kurz vor dem Ziel einen Wadenbeinbruch erlitt.
Im ISMF-Weltcup geht zwar der Trend hin zu kürzeren und damit medientauglicheren Rennen, dennoch konnte der Salzburger die Saison 2018/19 als Gesamtsechster abschließen.
Im Sommer ist Jakob Herrmann ohne Skier rasant in den Bergen unterwegs und bei Bergläufen und Skyruns erfolgreich.
Im Leben abseits des Sports bildete Herrmann bis 2018 in der Neuen Mittelschule Bad Vigaun Kinder in Mathematik und Hauswirtschaftskunde aus. Bei letzterem kann er seine große Begeisterung für Kochen und Backen einbringen. Intensive Beschäftigung mit optimaler Ernährung ist auch eine Säule des sportlichen Erfolgs, bei dem er seit dem Eintritt als Sportsoldat ins Bundesheer am 1. September 2018 zum Berufssportler wurde.
Als Paragleiter-Pilot ist Jakob Herrmann mit Tandem-Fluggästen unterwegs. Er kann dabei auf die Erfahrung von 6000 Flügen zurückgreifen.

## Erfolge

### 2019/20
- Monte Rosa Skialp Race (ITA): Rang drei (mit Nadir Maguet)
- Transcavallo (ITA): Rang drei (mit Armin Höfl)
- ISMF Weltcup in Berchtesgaden/Individual: Rang drei
- Erztrophy in Mühlbach am Hochkönig: Sieg
- Weltcup in Andorra/Vertical: Rang acht
- Mountain Attack in Saalbach/Marathon: Sieg mit Streckenrekord
- Österreichische Meisterschaft in Leogang/Vertical: Rang zwei

### 2018/19
- Tromsö Arctic Race (NOR): Gesamtsieg
- Trofeo Mezzalama (ITA): Rang drei (mit Armin Höfl und Kilian Jornet)
- Österreichische Meisterschaft in Arnoldstein/Vertical: Rang zwei
- ISMF Weltcup in Lake Songhua (CHN)/Individual und Vertical: Jeweils Rang zwei
- ISMF Weltcup in Bischofshofen/Individual: Rang acht
- Mountain Attack in Saalbach/Marathon: Rang drei

### 2017/18
- ISMF Weltcup in Madonna di Campiglio (ITA)/Individual: Rang sieben
- Tour du Rutour (ITA): Rang vier (mit Filippo Barazzuol)
- Alpencup: Gesamtsieg
- Jennerstier/Vertical: Sieg
- Erztrophy/Vertical und Individual: Jeweils Sieg
- Mountain Attack in Saalbach/Marathon: Rang drei

### 2016/17
- Trofeo Mezzalama: Rang drei (mit William Boffelli und Pietro Lanfranchi)
- ISMF Weltcup in Val d’Aran (ESP): Rang drei (Individual) und vier (Vertical)
- ISMF Weltcup in Prato Nevoso (ITA): Rang drei (Individual)
- Alpencup: Gesamtsieg
- Marmotta Trophy (ITA): Rang zwei
- WM in Piancavallo (ITA): Rang fünf (Team) und neun (Individual)
- Erztrophy in Mühlbach: Sieg (Individual) und Rang drei (Vertical)